# 장흥 풍길리 청자 요지
장흥 풍길리 청자 요지(長興 豊吉里 靑瓷 窯址)는 대한민국 전라남도 장흥군 용산면 풍길리에 있는, 고려시대에 청자를 굽던 곳이다. 2004년 2월 13일 전라남도의 기념물 제221호로 지정되었다.

## 같이 보기
- 청자

## 참고 자료
- 장흥 풍길리 청자 요지 - 국가유산청 국가유산포털